# Peter Westbrook
Peter Jonathan Westbrook (16. dubna 1952 St. Louis, Spojené státy americké - 29. listopadu 2024, New York) byl americký sportovní šermíř, který se specializoval na šerm šavlí. Spojené státy reprezentoval přes dvacet let v sedmdesátých, osmdesátých a devadesátých letech. Na olympijských hrách startoval v roce 1976, 1984, 1988, 1992 a 1996 v soutěži jednotlivců a družstev. V roce 1980 ho o účast na olympijských hrách připravil bojkot. V soutěži jednotlivců vybojoval na olympijských hrách 1984 bronzovou olympijskou medaili. S týmem šavlistů Spojených států amerických se pravidelně účastnil vrcholných sportovních akcí.